# Señorita (chanson de Justin Timberlake)
Pour les articles homonymes, voir Señorita (homonymie).
Singles de Justin Timberlake
Rock Your Body
(2003) I'm Lovin' It
(2003)
Señorita est une chanson de Justin Timberlake issue de son premier album Justified (2002). C'est le quatrième single de l'album sorti le 8 juillet 2003. La chanson a été coécrite par Justin Timberlake et le duo de producteurs The Neptunes (Pharrell Williams et Chad Hugo).
Selon Justin Timberlake, Señorita est une chanson qui s'inspire de la musique de Stevie Wonder. Musicalement, elle sonne jazz avec une touche de RnB, accompagnée d'un piano électrique et d'une section rythmique marquée. Pharrell Williams déclare que le titre a d'abord été proposé à Michael Jackson pour son album Invincible (2001).

## Liste des pistes
| 1. | Señorita (Album Version)             | 4:54 |
| 2. | Señorita (Instrumental)              | 4:54 |
| 3. | Señorita (Eddie's Extended Club Mix) | 6:27 |
| 4. | Rock Your Body (Vasquez Club Anthem) | 9:15 |
| 5. | Señorita (Video)                     | 4:33 |

| 1. | Señorita (Radio Edit Short Intro)       | 4:16 |
| 2. | Señorita (Eddie's Crossover Rhythm Mix) | 4:18 |
| 3. | Señorita (Eddie's Extended Dance Mix)   | 6:27 |
| 4. | Señorita (Dr. Octavo 2-Step Mix)        | 3:50 |